# Hamzah Haz
Pour les articles homonymes, voir Haz.
Hamzah Haz (né le 15 février 1940 à Ketapang (Indes orientales néerlandaises) et mort le 24 juillet 2024 à Jakarta (Indonésie)) est un homme politique indonésien. Il est vice-président d'Indonésie de 2001 à 2004.